# Lijst van voetbalinterlands Guyana - Trinidad en Tobago
Deze lijst van voetbalinterlands is een overzicht van alle officiële voetbalwedstrijden tussen de nationale teams van Guyana en Trinidad en Tobago. De landen speelden tot op heden 36 keer tegen elkaar. De eerste ontmoeting, een vriendschappelijke wedstrijd, werd gespeeld in Georgetown op 8 oktober 1970. Het laatste duel, eveneens een vriendschappelijke wedstrijd, vond plaats op 15 mei 2024 in Port of Spain.

## Wedstrijden
| №  | Plaats        | Datum             | Competitie                      | Wedstrijd                   | Uitslag |
| -- | ------------- | ----------------- | ------------------------------- | --------------------------- | ------- |
| 1  | Georgetown    | 8 oktober 1970    | Vriendschappelijk               | Guyana − Trinidad en Tobago | 1 − 1   |
| 2  | Georgetown    | 10 oktober 1970   | Vriendschappelijk               | Guyana − Trinidad en Tobago | 1 − 1   |
| 3  | Georgetown    | 5 februari 1973   | Vriendschappelijk               | Guyana − Trinidad en Tobago | 0 − 0   |
| 4  | Georgetown    | 8 februari 1973   | Vriendschappelijk               | Guyana − Trinidad en Tobago | 1 − 3   |
| 5  | Georgetown    | 22 september 1977 | Vriendschappelijk               | Guyana − Trinidad en Tobago | 2 − 1   |
| 6  | Georgetown    | 24 september 1977 | Vriendschappelijk               | Guyana − Trinidad en Tobago | 2 − 2   |
| 7  | Georgetown    | 26 september 1977 | Vriendschappelijk               | Guyana − Trinidad en Tobago | 0 − 2   |
| 8  | Port of Spain | 9 mei 1978        | Vriendschappelijk               | Trinidad en Tobago − Guyana | 3 − 0   |
| 9  | Port of Spain | 11 mei 1978       | Vriendschappelijk               | Trinidad en Tobago − Guyana | 5 − 1   |
| 10 | Port of Spain | 22 oktober 1980   | Vriendschappelijk               | Trinidad en Tobago − Guyana | 1 − 1   |
| 11 | Port of Spain | 24 oktober 1980   | Vriendschappelijk               | Trinidad en Tobago − Guyana | 2 − 0   |
| 12 | Georgetown    | 21 juli 1984      | Vriendschappelijk               | Guyana − Trinidad en Tobago | 0 − 2   |
| 13 | Port of Spain | 28 juli 1984      | Vriendschappelijk               | Trinidad en Tobago − Guyana | 3 − 1   |
| 14 | Georgetown    | 13 september 1987 | Vriendschappelijk               | Guyana − Trinidad en Tobago | 1 − 2   |
| 15 | Georgetown    | 17 april 1988     | WK 1990 kwalificatie            | Guyana − Trinidad en Tobago | 0 − 4   |
| 16 | Port of Spain | 8 mei 1988        | WK 1990 kwalificatie            | Trinidad en Tobago − Guyana | 1 − 0   |
| 17 | Kingston      | 30 mei 1991       | Caribbean Cup 1991              | Trinidad en Tobago − Guyana | 3 − 1   |
| 18 | Port of Spain | 2 april 1997      | Vriendschappelijk               | Trinidad en Tobago − Guyana | 3 − 0   |
| 19 | Georgetown    | 6 augustus 2000   | Vriendschappelijk               | Guyana − Trinidad en Tobago | 0 − 0   |
| 20 | Port of Spain | 2 maart 2004      | Vriendschappelijk               | Trinidad en Tobago − Guyana | 1 − 0   |
| 21 | Port of Spain | 29 januari 2008   | Vriendschappelijk               | Trinidad en Tobago − Guyana | 2 − 1   |
| 22 | Port of Spain | 4 juni 2008       | Vriendschappelijk               | Trinidad en Tobago − Guyana | 3 − 0   |
| 23 | Port of Spain | 8 juni 2008       | Vriendschappelijk               | Trinidad en Tobago − Guyana | 2 − 0   |
| 24 | Port of Spain | 8 juli 2008       | Vriendschappelijk               | Trinidad en Tobago − Guyana | 2 − 0   |
| 25 | Port of Spain | 3 september 2008  | Vriendschappelijk               | Trinidad en Tobago − Guyana | 3 − 0   |
| 26 | Macoya        | 9 november 2008   | Caribbean Cup 2008 kwalificatie | Trinidad en Tobago − Guyana | 1 − 1   |
| 27 | Georgetown    | 26 september 2010 | Vriendschappelijk               | Guyana − Trinidad en Tobago | 1 − 1   |
| 28 | Port of Spain | 4 november 2010   | Caribbean Cup 2010 kwalificatie | Trinidad en Tobago − Guyana | 2 − 1   |
| 29 | Georgetown    | 11 november 2011  | WK 2014 kwalificatie            | Guyana − Trinidad en Tobago | 2 − 1   |
| 30 | Port of Spain | 15 november 2011  | WK 2014 kwalificatie            | Trinidad en Tobago − Guyana | 2 − 0   |
| 31 | Couva         | 14 november 2017  | Vriendschappelijk               | Trinidad en Tobago − Guyana | 1 − 1   |
| 32 | Kansas City   | 26 juni 2019      | CONCACAF Gold Cup 2019          | Trinidad en Tobago − Guyana | 1 − 1   |
| 33 | San Cristóbal | 25 maart 2021     | WK 2022 kwalificatie            | Trinidad en Tobago − Guyana | 3 − 0   |
| 34 | Port of Spain | 29 maart 2022     | Vriendschappelijk               | Trinidad en Tobago − Guyana | 1 − 1   |
| 35 | Port of Spain | 13 mei 2024       | Vriendschappelijk               | Trinidad en Tobago − Guyana | 2 − 1   |
| 36 | Port of Spain | 15 mei 2024       | Vriendschappelijk               | Trinidad en Tobago − Guyana | 2 − 0   |

## Samenvatting
| Competitie                 | Totaal gespeeld | Winst Guyana | Gelijk | Winst Trinidad en Tobago | Doelsaldo Guyana – Trinidad en Tobago |
| -------------------------- | --------------- | ------------ | ------ | ------------------------ | ------------------------------------- |
| WK-kwalificatie            | 5               | 1            | 0      | 4                        | 2 − 11                                |
| CONCACAF Gold Cup          | 1               | 0            | 1      | 0                        | 1 − 1                                 |
| Caribbean Cup              | 1               | 0            | 0      | 1                        | 1 − 3                                 |
| Caribbean Cup-kwalificatie | 2               | 0            | 1      | 1                        | 2 − 3                                 |
| Vriendschappelijk          | 27              | 1            | 9      | 17                       | 16 − 50                               |
| Totaal                     | 36              | 2            | 11     | 23                       | 22 − 68                               |

GFF · A-internationals · Olympisch elftal · Guyaans vrouwenelftal
Amerikaanse Maagdeneilanden ·
Anguilla ·
Antigua en Barbuda ·
Aruba ·
Bahama's ·
Barbados ·
Belize ·
Bermuda ·
Bolivia ·
Cambodja ·
Costa Rica ·
Cuba ·
Dominica ·
Dominicaanse Republiek ·
El Salvador ·
Ethiopië · 
Grenada ·
Guatemala ·
Haïti ·
India ·
Indonesië ·
Jamaica ·
Kaaimaneilanden ·
Kaapverdië ·
Mexico ·
Montserrat ·
Nederlandse Antillen ·
Panama ·
Puerto Rico ·
Saint Kitts en Nevis ·
Saint Lucia ·
Saint Vincent en de Grenadines ·
Suriname ·
Trinidad en Tobago ·
Turks- en Caicoseilanden ·
Verenigde Staten
TTFF · A-internationals · Bondscoaches · Selecties · Statistieken · Olympisch elftal · Vrouwenelftal van Trinidad en Tobago · Trinidad U21 · Trinidad U19 · Trinidad U17
Gold Cup 1991 · 
Gold Cup 1993 · 
Gold Cup 1996 · 
Gold Cup 1998 · 
Gold Cup 2000 · 
Gold Cup 2002 · 
Gold Cup 2005 · 
Gold Cup 2007 · 
Gold Cup 2009 · 
Gold Cup 2011 · 
Gold Cup 2013
WK 2006
1934 · 
1935 · 
1936 · 
1937 · 
1938 · 
1939 · 
1940 · 
1941 · 
1942 · 
1943 · 
1944 · 
1945 · 
1946 · 
1947 · 
1948 · 
1949 · 
1950 · 
1951 · 
1952 · 
1953 · 
1954 · 
1955 · 
1956 · 
1957 · 
1958 · 
1959 · 
1960 · 
1961 · 
1962 · 
1963 · 
1964 · 
1965 · 
1966 · 
1967 · 
1968 · 
1969 · 
1970 · 
1971 · 
1972 · 
1973 · 
1974 · 
1975 · 
1976 · 
1977 · 
1978 · 
1979 · 
1980 · 
1981 · 
1982 · 
1983 · 
1984 · 
1985 · 
1986 · 
1987 · 
1988 · 
1989 · 
1990 · 
1991 · 
1992 · 
1993 · 
1994 · 
1995 · 
1996 · 
1997 · 
1998 · 
1999 · 
2000 · 
2001 · 
2002 · 
2003 · 
2004 · 
2005 · 
2006 · 
2007 · 
2008 · 
2009 · 
2010 · 
2011 · 
2012 · 
2013 · 
2014 ·
2015 ·
2016 ·
2017 ·
2018 ·
2019 ·
2020 ·
2021 ·
2022
Anguilla · 
Antigua en Barbuda ·
Argentinië ·
Azerbeidzjan · 
Bahama's ·
Bahrein · 
Barbados · 
Belize · 
Bermuda · 
Bolivia ·
Botswana · 
Britse Maagdeneilanden · 
Canada · 
Chili · 
China · 
Colombia · 
Costa Rica · 
Cuba · 
Curaçao · 
Dominicaanse Republiek ·
Ecuador ·
Egypte ·
El Salvador ·
Engeland ·
Estland ·
Finland ·
Grenada ·
Guatemala ·
Guyana ·
Haïti ·
Honduras ·
Ierland ·
IJsland ·
India ·
Irak ·
Iran ·
Jamaica ·
Japan ·
Jordanië ·
Kaaimaneilanden · 
Kenia · 
Koeweit ·
Marokko ·
Mexico ·
Montserrat ·
Nederlandse Antillen ·
Nicaragua ·
Nieuw-Zeeland ·
Noord-Ierland ·
Noorwegen · 
Oostenrijk · 
Panama ·
Paraguay ·
Peru ·
Puerto Rico ·
Roemenië ·
Saint Kitts en Nevis ·
Saint Lucia ·
Saint Vincent en de Grenadines ·
Saoedi-Arabië · 
Schotland ·
Slovenië ·
Suriname ·
Tadzjikistan ·
Taiwan ·
Thailand ·
Tsjechië · 
Uruguay · 
Venezuela · 
Verenigde Arabische Emiraten ·
Verenigde Staten ·
Wales · 
Zuid-Afrika ·
Zuid-Korea ·
Zweden
Engeland (2006) · 
Paraguay (2006) · 
Zweden (2006)